# Bazylika św. Teresy z Ávili w Rzymie
Bazylika św. Teresy z Ávili w Rzymie (wł. Basilica di Santa Teresa d'Avila) – rzymskokatolicki kościół tytularny w Rzymie. 
Świątynia ta jest kościołem parafialnym oraz kościołem tytularnym, mającym również rangę bazyliki mniejszej.

## Lokalizacja
Bazylika znajduje się w III dzielnicy Rzymu – Pinciano (Q III) przy Corso d’Italia 37.

## Patronka
Patronką świątyni jest św. Teresa z Ávili – hiszpańska karmelitanka, mistyczka, reformatorka zakonu karmelitów, Doktor Kościoła, żyjąca w latach 1515–1582.

## Historia
Projekt kościoła w stylu neoromańskim z wpływami północnoeuropejskimi jest dziełem Tullio Passarelli. Kamień węgielny pod budowę kościoła został położony w 1901 roku. Budynek był gotowy już w 1902 roku. W 1906 roku świątynia stała się kościołem parafialnym i jednocześnie nową parafię powierzono karmelitom bosym.
W dniu 29 października 1951 roku kościół otrzymał godność bazyliki mniejszej od papieża Piusa XII.

## Architektura i sztuka
Kościół wzniesiono z czerwonej cegły, z detalami architektonicznymi z wapienia. Został zbudowany na planie krzyża łacińskiego, ma trzy nawy, transept i półkolistą apsydę.
Fasada ma dwie kondygnacje. Na pierwszej kondygnacji znajduje się wejście, do którego prowadzi sześć stopni. Ma ono dwuspadowy ganek wsparty  na dwóch szarych marmurowych kolumnach o rzeźbionych kapitelach. W tympanonie nad drzwiami umieszczono płaskorzeźbą przedstawiającą Chrystusa błogosławionego św. Teresę. Drzwi z brązu zostały zamontowane w 1983 roku. Ich autorem jest Serafino Melchiore, zdobiące je płaskorzeźby przedstawiają sceny z życia św. Teresy. Górna część pierwszej kondygnacji została ozdobiona niewysoką arkadą, nad którą wystaje gzyms, na obu jego końcach umieszczono rzeźbione marmurowe lwy autorstwa Armando Brasiniego.
Druga kondygnacja jest dwuspadowa z dużym centralnym oknem w szerokiej ramie i trzema małymi prostokątnymi kamiennymi tablicami ułożonymi wokół niego w trójkącie. Nad oknem znajduje się otwór w kształcie greckiego krzyża obramowany kamieniem.
Nawa główna ma sklepienie krzyżowe.

## Kardynałowie prezbiterzy
Bazylika św. Teresy z Ávili jest jednym z kościołów tytularnych nadawanych kardynałom-prezbiterom (Titulus Sanctae Theresiae Virginiss). Tytuł ten został ustanowiony 5 maja 1962 roku przez papieża Jana XXIII.
- Giovanni Panico (1962)
- Joseph-Marie-Eugène Martin (1965-1976)
- László Lékai (1976-1986)
- László Paskai OFM (1988-2015)
- Maurice Piat CSSp (2016-nadal)